# لیگ برتر فوتبال شوروی
لیگ برتر فوتبال شوروی (روسی: Чемпионат СССР по футболу: Высшая лига) در سال‌های ۱۹۳۶ تا ۱۹۹۱ بالاترین سطح مسابقات باشگاهی فوتبال در اتحاد جماهیر شوروی بود.
پس از جنگ جهانی دوم، همراه با رقابت بین تیم‌های اصلی، مسابقات رسمی بین تیم‌های دوم نیز برگزار می‌شد که «تورنمنت دوبل» (Turnir doublyorov) نام داشت. رقابت‌های تیم‌های دوم به موازات مسابقات تیم‌های اول و معمولاً یک روز قبل از آن برگزار می‌شد و شرایط سقوط کاملاً به وضعیت لیگ تیم اول مربوط به آنها بستگی داشت.

## تیم‌های پرافتخار
جدول افتخارات تیم‌های حاضر در این مسابقات به شرح زیر است:
| نام تیم             | قهرمانی | نائب قهرمانی | سومی | سال قهرمانی                                                                  |
| ------------------- | ------- | ------------ | ---- | ---------------------------------------------------------------------------- |
| دینامو کی‌یف         | ۱۳      | ۱۱           | ۳    | ۱۹۶۱، ۱۹۶۶، ۱۹۶۷، ۱۹۶۸، ۱۹۷۱، ۱۹۷۴، ۱۹۷۵، ۱۹۷۷، ۱۹۸۰، ۱۹۸۱، ۱۹۸۵، ۱۹۸۶، ۱۹۹۰ |
| اسپارتاک مسکو       | ۱۲      | ۱۲           | ۹    | ۱۹۳۶، ۱۹۳۸، ۱۹۳۹، ۱۹۵۲، ۱۹۵۳، ۱۹۵۶، ۱۹۵۸، ۱۹۶۲، ۱۹۶۹، ۱۹۷۹، ۱۹۸۷، ۱۹۸۹       |
| دینامو مسکو         | ۱۱      | ۱۱           | ۵    | ۱۹۳۶، ۱۹۳۷، ۱۹۴۰، ۱۹۴۵، ۱۹۴۹، ۱۹۵۴، ۱۹۵۵، ۱۹۵۷، ۱۹۵۹، ۱۹۶۳، ۱۹۷۶             |
| زسکا مسکو           | ۷       | ۴            | ۶    | ۱۹۴۶، ۱۹۴۷، ۱۹۴۸، ۱۹۵۰، ۱۹۵۱، ۱۹۷۰، ۱۹۹۱                                     |
| تورپدو مسکو         | ۳       | ۳            | ۶    | ۱۹۶۰، ۱۹۶۵، ۱۹۷۶                                                             |
| دینامو تفلیس        | ۲       | ۵            | ۱۳   | ۱۹۶۴، ۱۹۷۸                                                                   |
| دنیپرو              | ۲       | ۲            | ۲    | ۱۹۸۳، ۱۹۸۸                                                                   |
| آرارات ایروان       | ۱       | ۲            | –    | ۱۹۷۳                                                                         |
| دینامو مینسک        | ۱       | –            | ۳    | ۱۹۸۲                                                                         |
| زنیت سن پترزبورگ    | ۱       | –            | ۱    | ۱۹۸۴                                                                         |
| زوریا لوهانسک       | ۱       | –            | –    | ۱۹۷۲                                                                         |
| شاختار دونتسک       | –       | ۲            | ۲    | –                                                                            |
| لوکوموتیو مسکو      | –       | ۱            | –    | –                                                                            |
| زسکا روستوف-نا-دونو | –       | ۱            | –    | –                                                                            |
| داس و چکس مسکو      | –       | –            | ۱    | –                                                                            |
| نفتچی باکو          | –       | –            | ۱    |                                                                              |
| ٰچورنومورتس اودسا    | –       | –            | ۱    | –                                                                            |
| ژالگیریس            | –       | –            | ۱    | –                                                                            |
| مجموع               | ۵۴      | ۵۴           | ۵۴   |                                                                              |